# Johannes Sikkar
Johannes Sikkar (15 d'octubre de 1897 - Estocolm, 22 d'agost de 1960) va ser el primer cap del govern d'Estònia a l'exili que va exercir el càrrec de Primer Ministre interí.
Sikkar havia servit a la Guerra de la Independència d'Estònia contra el post-revolucionari a la Rússia soviètica com un tren blindat voluntaris i un oficial, se li va concedir una granja, que va mantenir fins al 1944. Va acabar a la facultat econòmica cum laude de la Universitat de Tartu el 1936. El 1920 es va casar amb Hilda Vilhelmine Truus (1900-1995), amb la qual va tenir un fill i una filla.
Va ser membre de l'Assemblea Nacional des del 15 de juny de 1926 al 31 de desembre de 1937. El 1940 i 1944 va participar en la resistència contra l'ocupació soviètica i alemanya i va escapar a Suècia 12 setembre 1944.
Allà va ser nomenat i conjurat ministre l'agost de Rei, 3a Pater Estoniae el 20 d'abril de 1952, i el primer ministre en funcions, com a cap de govern a l'exili, i el ministre de l'Interior el 12 de gener de 1953. A causa de tals activitats polítiques estaven prohibides a continuació, per als exiliats a Suècia Estònia, membres del seu govern va assumir les seves oficines a Oslo, Noruega.
Va morir a Estocolm, Suècia.